# Füllinsdorf
Füllinsdorf est une commune suisse du canton de Bâle-Campagne, située dans le district de Liestal.

Vue aérienne (1948).

## Transports
Ligne ferroviaire CFF Bâle-Olten, à 12 km de Bâle et à 27 km d’Olten.